# Kamel Mosaoud
Kamel Mosaoud ou Masoud (en arabe : كامل مسعود ; né le 2 août 1914 au Caire et mort le 24 juillet 2002) est un joueur de football international égyptien, qui évoluait au poste d'attaquant.

## Biographie

### Carrière en club
Il a joué sa carrière de club au Caire à Al Ahly SC.

### Carrière en sélection
Il a participé à la coupe du monde 1934 en Italie, sélectionné par l'entraîneur écossais James McCrae, où ils ne joueront qu'un match contre la Hongrie en 8e de finale, et où ils s'inclineront 4 buts à 2.